# Park Avenue Hotel
El Park Avenue Hotel era un hotel en el vecindario Cass Corridor de la ciudad de Detroit, la más grande del estado de Míchigan (Estados Unidos). Fue incluido en el Registro Nacional de Lugares Históricos en 2006. También se conocía como Salvation Army Harbor Light Center y no debe confundirse con Park Avenue House, también conocido una vez como Park Avenue Hotel. El edificio sufrió la implosión el 11 de julio de 2015.

## Historia
Park Avenue fue uno de los tres antiguos hoteles ubicados en Park Avenue y diseñado por Louis Kamper para Lew Tuller; los otros dos son The Eddystone en 100 Sproat St. y el actual Park Avenue House. Los tres estaban en el Registro Nacional de Lugares Históricos, y el ayuntamiento designó la propiedad como distrito histórico municipal en 2006.
El Park Avenue Hotel fue construido en 1924 y tenía 252 habitaciones. Sin embargo, Tuller aparentemente se sobrepasó económicamente construyendo hoteles, y en 1928 perdió los tres hoteles a lo largo de Park Avenue. El Park Avenue Hotel siguió funcionando como hotel residencial hasta 1957 cuando fue comprado por el Ejército de Salvación y convertido en un hogar para ancianos.
Sin embargo, el vecindario circundante siguió degradándose y en la década de 1980 el Ejército de Salvación lo usó como refugio para personas sin hogar. Las operaciones se trasladaron en 2007 y el Ejército de Salvación planeó vender el edificio a un promotor inmobiliario. Sin embargo, esos planes fracasaron.
El edificio fue adquirido por Olympia Entertainment. La Comisión del Distrito Histórico de Detroit aprobó su demolición para dejar espacio para el muelle de carga del Little Caesars Arena, hogar de los Detroit Red Wings y los Detroit Pistons. Fue destruido por Adamo Demolition el 11 de julio de 2015.

## Descripción
El Park Avenue Hotel era una estructura rectangular de acero renacentista de trece pisos, revestida de ladrillo, piedra caliza y terracota. La piedra caliza lisa cubrió los primeros tres pisos, formando una base, y encima se utilizó ladrillo de color ante con quoins de piedra caliza. Había cortinas decorativas de terracota en los pisos 4, 12 y 13, y una cornisa decorativa de terracota coronaba la estructura. La fachada principal exhibía una amplia variedad de ventanas. El primer piso contenía la entrada principal y las ventanas del escaparate.